# Ushoshi Sengupta
Ushoshi Sengupta (উষসী সেনগুপ্ত) (Calcutta, 30 luglio 1988) è una modella indiana, incoronata Miss Universo India 2010 e rappresentante dell'India a Miss Universo 2010 tenuto al Mandalay Bay, Las Vegas, il 23 agosto.

## Biografia
Nata a Calcutta, Sengupta è figlia di un ufficiale dell'aviazione indiana. Si è diplomata presso il K.V.Ballygunje di Kolkata, dove grazie ai suoi risultati ha ottenuto una borsa di studio per studiare ingegneria. Ciò nonostante Ushoshi Sengupta ha deciso di intraprendere la carriera di modella ed interrompere gli studi. Prima di ottenere il titolo di Miss India, infatti aveva già collezionato un certo numero di esperienze come modella professionista. Nel 2012 ha debuttato come attrice nel film Goodbye december del regista Sajeed A.

## Filmografia
- Goodbye december, regia di Sajeed A (2012)
- Housefull 2: The Dirty Dozen, regia di Sajid Khan (2012)